# Los Angeles Rams 1986
La stagione 1986 dei Los Angeles Rams è stata la 48ª della franchigia nella National Football League e la 40ª a Los Angeles Con un record di 10-6 la squadra si qualificò ai playoff per il quarto anno consecutivo, venendo eliminata nel primo turno dai Washington Redskins.

## Scelte nel Draft 1986
| Scelte dei Rams nel Draft 1986 |            |                  |                  |                     |
| Giro                           | Scelta     | Giocatore        | Ruolo            | College             |
| 1                              | 23         | Mike Schad       | Offensive Tackle | Queen's University  |
| 2                              | 50         | Tom Newberry     | Guard            | Wisconsin–La Crosse |
| 3                              | 71         | Hugh Millen      | Quarterback      | Washington          |
| 6                              | 144        | Robert Jenkins   | Tackle           | UCLA                |
| 6                              | 160        | Lynn Williams    | Running back     | Kansas              |
| 8                              | 195        | Steve Jarecki    | Linebacker       | UCLA                |
| 8                              | 216        | Hank Goebel      | Tackle           | Fullerton State     |
| 9                              | 243        | Elbert Watts     | Defensive back   | USC                 |
| 10                             | 273        | Garrett Breeland | Linebacker       | USC                 |
| 11                             | 300        | Chul Schwanke    | Running back     | South Dakota        |
| 12                             | 327        | Marcus Dupree    | Running back     | Oklahoma            |
| non scelto                     | non scelto | Alvin Wright     | Defensive Tackle | Jacksonville State  |

## Roster
| Roster dei Los Angeles Rams nel 1986 |
| --- |
| Quarterback - 10 Steve Bartkowski - 8 Steve Dils - 11 Jim Everett Running Back - 29 Eric Dickerson - 44 Mike Guman - 30 Barry Redden - 32 Tim Tyrrell - 33 Charles White Wide Receiver - 89 Ron Brown - 82 Bobby Duckworth - 80 Henry Ellard - 83 Kevin House - 88 Mike Young Tight End - 81 David Hill - 87 Tony Hunter Offensive Linemen - 60 Dennis Harrah G - 72 Kent Hill G - 66 Tom Newberry G - 75 Irv Pankey T - 56 Doug Smith C - 78 Jackie Slater T Defensive Linemen - 70 Charles DeJurnett DT - 71 Reggie Doss DE - 77 Gary Jeter DE - 69 Greg Meisner DE - 98 Shawn Miller DE - 93 Doug Reed DE - 99 Alvin Wright DT Linebacker - 50 Jim Collins IR - 55 Carl Ekern - 91 Kevin Greene - 59 Mark Jerue - 57 Jim Laughlin - 58 Mel Owens - 51 Norwood Vann - 54 Mike Wilcher Defensive Back - 21 Nolan Cromwell FS - 25 Jerry Gray CB - 47 LeRoy Irvin CB - 20 Johnnie Johnson SS - 22 Vince Newsome FS Special Team - 3 Dale Hatcher P - 1 Mike Lansford K                   |
| Legenda - I rookie sono in corsivo. - Il primo ruolo è il principale mentre gli eventuali successivi indicano i ruoli secondari. - (IR) sta per Injured Reserve ed indica la lista ristretta per un solo giocatore infortunato che può tornare ad allenarsi dopo la settimana 6 e a rientrare in prima squadra dopo che questa ha giocato 8 partite. - (NF-Inj.) / (NF-Ill.) stanno rispettivamente per Non-Football Injured e Non-Football Illness ed indicano le liste dove viene inserito un giocatore che ha un infortunio o una malattia non dipendente dal football americano. - (PUP) sta per Physically Unable to Perform ed indica la lista dove viene inserito un giocatore mentre è in attesa di recuperare la condizione fisica. Nella stagione regolare dopo la sesta partita giocata dalla propria squadra, il giocatore ha tempo tre settimane per riprendere ad allenarsi, più tre settimane aggiuntive dal suo rientro agli allenamenti per rientrare in prima squadra. |

Fonte: 

## Calendario

### Stagione regolare
| Stagione regolare |                        |           |
| Turno             | Avversario             | Risultato |
| 1                 | at St. Louis Cardinals | V 16–10   |
| 2                 | San Francisco 49ers    | V 16–13   |
| 3                 | at Indianapolis Colts  | V 24–7    |
| 4                 | at Philadelphia Eagles | S 34–20   |
| 5                 | Tampa Bay Buccaneers   | V 26–20   |
| 6                 | at Atlanta Falcons     | S 26–14   |
| 7                 | Detroit Lions          | V 14–10   |
| 8                 | Atlanta Falcons        | V 14–7    |
| 9                 | at Chicago Bears       | V 20–17   |
| 10                | at New Orleans Saints  | S 6–0     |
| 11                | New England Patriots   | S 30–28   |
| 12                | New Orleans Saints     | V 26–13   |
| 13                | at New York Jets       | V 17–3    |
| 14                | Dallas Cowboys         | V 29–10   |
| 15                | Miami Dolphins         | S 37–31   |
| 16                | at San Francisco 49ers | S 24–14   |

### Playoff
| Playoff  |                  |                        |           |
| Turno    | Daa              | Avversario             | Risultato |
| Wildcard | 28 dicembre 1986 | at Washington Redskins | S 19–7    |

## Classifiche
| NFC West               |    |   |   |      |       |       |     |     |     |
|                        | V  | S | P | %    | DIV   | CONF  | PF  | PS  | STR |
| San Francisco 49ers(3) | 10 | 5 | 1 | .656 | 3–2–1 | 6–5–1 | 374 | 247 | V3  |
| Los Angeles Rams(5)    | 10 | 6 | 0 | .625 | 3–3   | 8–4   | 309 | 267 | S2  |
| Atlanta Falcons        | 7  | 8 | 1 | .469 | 2–3–1 | 6–5–1 | 280 | 280 | V1  |
| New Orleans Saints     | 7  | 9 | 0 | .483 | 3–3   | 6–6   | 288 | 287 | S1  |

## Premi
- Eric Dickerson:

giocatore offensivo dell'anno